# I Threw It All Away
Pistes de Nashville Skyline
To Be Alone with You Peggy Day
I Threw It All Away est une chanson de Bob Dylan figurant sur son album Nashville Skyline, sorti en 1969. Ce fut une des premières chansons à être écrite pour l'album.